# دلال محبت (فیلم)
دلال محبت (آلمانی: Katzelmacher) فیلمی در ژانر درام، رمانتیک و هنری به کارگردانی راینر ورنر فاسبیندر است که در سال ۱۹۶۹ منتشر شد. از بازیگران آن می‌توان به هانا شیگولا، ایرم هرمان و راینر ورنر فاسبیندر اشاره کرد.